# Fredensborg Slot
Fredensborg Slot ved Esrum Sø i Nordsjælland har særstatus blandt de danske slotte som regentens mest benyttede residens efter Amalienborg. Slottet er et barokslot fra 1700-tallet, og det danner ofte rammen om større officielle statsbesøg og familiebegivenheder i kongefamilien. Den tilhørende slotshave er et af Danmarks største historiske haveanlæg.

## Etymologi
Navnet Fredensborg forekommer allerede i 1719 i amtsforvalterens regnskab. Det har altså forud været bestemt, at slottet skulle bære dette navn og være et mindesmærke over den lykkeligt tilendebragte krig. I bygningsregnskaberne brugtes dog stadig navnet "Østrup", indtil hovedbygningen i 1722 stod færdig, og kongen officielt gav slottet det nye navn. 

## Projektet
Rygter vil vide, at det var Frederik IV selv, der tegnede slottet, men kongehuset angiver Johan Cornelius Krieger som arkitekt.. Det tidligste projekt bærer da også præg af at være tegnet af en amatør. Projektet viser en villa med for mange vinduer til at være i rigtig italiensk stil, og samtidig som villapræget understreges af en trekantgavl, ses en pukkellignende kuppel over taget. Foran hovedbygningen, der var i to etager eller stokværk men med en høj kælder, var projekteret en ottekantet gård med lavere fløje (i forhold til hovedbygningen) til hoffet samt heste og kareter. Arkitekten Johan Cornelius Krieger rettede projektet, fjernede trekantgavlen og gav kuplen en anden rejsning. I projektet er kuppelsalen hele bygningens midtpunkt og tillige udgangspunkt for et antal radiale veje i den tilhørende park. Foran kuppelsalen var en vestibule, mod haven en havesal, til siderne de kongelige gemakker. På befaling fra Kong Frederik 4., med det formål, at kunne imødekomme de royale gæster, som Fredensborg Slot ikke var indrettet til at kunne have boende, blev Fredensborg Store Kro opført i 1723 af Johan Cornelius Krieger.

## Beskrivelse
Slottet var færdigt i 1724. Arbejderne var under ledelse af bygmestrene Johan Conrad Ernst og Johan Cornelius Krieger, men hovedbygningen var opført af Marcantonio Pelli. Det var en firkantet, ikke videre stor bygning kun med 80 fod façade, opført i italiensk stil: midten af bygningen dannedes af kuppelsalen, til hvilken alle de andre værelser stødte op. Den ottekantede gård begrænsedes af hovedbygningen og 7, et stokværk høje bygninger, de såkaldte fløje, af hvilke den lige for hovedbygningen havde hovedporten og et lille spir med ur. Over porten stod indhugget (vist af Didrick Gercken, der også har forfærdiget en buste af Frederik IV over indgangsdøren til Fredensborg Slotskirke):
Da Kriig og Orlogs-Tiid ved Gud en Ende fik,
Blev Fredensborg opbygt af Fjerde Friderich,
Og at det Freds-Paulun skal Krigens Minde være,
Saa fik det Navn af Fred og Friderich at bære.
Midt i gården stod og står endnu Fredens eller Enighedens statue, vistnok et italiensk arbejde; derimod er fontænen der omgav den, nu forsvunden. Desuden lå der et så kaldt Domestikhus vest for ottekanten. Uden om slottet lå to haver, en større, der som en halvcirkel med alléer og gange lå foran slottet, og en mindre der lå vest for slottet, hvor nu Marmorhaven ligger.
Slottet og dets omgivelser var udstyrede med en stor mængde, til dels fra Frederiksborg og Amalienborg hentede statuer og andre billedhuggerarbejder af sten og bly, der nu for det meste er forsvundne. Værelserne var udstyrede med prægtige stukarbejder, således loftet i den nuværende kuppelsal (dengang "Spisegemakket") og havesal (af italieneren Carlo Enrico Brenno). Den 11. oktober 1726 indviedes den af Krieger byggede slotskirke, hvor alter (alterbilledet af Hendrik Krock), prædikestol, kongestol og døbefont er af billedhugger Friedrich Ehbisch.

## Slottets indre
Slottets indre har mange seværdigheder. Kuppelsalen (Fredssalen), der går gennem hele bygningen og får sit lys fra kuppelen, er som nævnt prydet med malerier af Mandelberg, Abildgaard og Ryde. Stukaturarbejdet er som nævnt af Brenno; de 4 prægtige marmorportaler ved dørene er efter et tvivlsomt sagn gaver til kong Frederik IV fra storhertug Gian Gastone de Medici (Johan Gasto af Toscana); desuden Havesalen, hvis loftsmalerier af Krock og stukaturarbejder af Brenno også er nævnt; også i andre værelser findes der loftsmalerier af Krock.
Den tidligere meget værdifulde malerisamling er nu betydelig formindsket, idet meget af det bedste er flyttet til den kongelige malerisamling. Foruden af Havesalen gives her billeder af den russiske pavillon, der findes i slotshaven, og af kejser Alexander III’s villa, som ligger uden for haven til højre for opkørselen til slottet. Den første stod oprindelig på udstillingen i København 1888, men opstilledes i haven 1889, efter at en russisk privatmand havde skænket den til staten. Villaen købtes af kejseren 1885.
Ruderne i Fredensborg Slot bærer på underskrifter af mange af slottets gæster.
Slottet og dets indre bevares bl.a ved at fastholde et godt indeklima. I de første århundreder skete det ved at brænde træ i slottets mange pejse og kakkelovne. Fra 1984 skete opvarmningen mest med 360.000 kubikmeter naturgas om året, og slottet har et årligt varmebehov på 3.400 MWh. Vintertemperaturen sænkes til 15 grader. Slottets indre vedligeholdelse overgik i 2024 til Staten.

## Historie

### Lysthuset
På det sted, hvor nu slotskroen ligger, fandtes i det 17. århundrede en ladegård, Østrup, som tillige med en anden nærliggende gård, Ebbekjøb, ejedes af dronning Sophie Amalie, der ofte om sommeren boede der. Ebbekøb var dog allerede før midten af det 18. århundrede revet ned (kun Ebbekøb Vang i nærheden af Frederiksborg minder endnu om den). I 1660’erne ejedes Østrup "kvit og frit", af dronningens kammertjener, senere baron Jacob de Petersen, som i 1670 solgte gården til Ulrik Frederik Gyldenløve, der atter afhændede den i 1678 til Christian V. Både denne og sønnen Frederik IV besøgte ofte stedet på grund af dets skønhed, og den sidste lod kort efter sin tronbestigelse foretage nogle byggearbejder på Østrup (et nyt "Lysthus“). Men det hele blev ham dog snart for trangt, og da den kostbare store nordiske Krig lakkede mod enden, virkeliggjorde han sin længe nærede plan at bygge et lystslot der, idet han 20. April 1719 befalede at nedrive "Sparepenge" ved Frederiksborg og lade stenene føre til Østrup. Samme år blev grundvolden lagt, og i 1720 tog man fat på opførelsen af hovedbygningen, der har stået færdig ved begyndelsen af 1722. Indtil da var bygningen bleven kaldt "Østrup Slot", først på kongens fødselsdag, 11. oktober 1722, fik den navnet Fredensborg.
Frederik IV opholdt sig i de sidste år af sit liv for en stor del på Fredensborg, i alt fald var han der "gerne ganske Sommeren igennem og langt ud paa Vinteren nogle Aar", men under Christian VI blev det anderledes. Da stod slottet for det meste forladt, dels fordi det nye kongepar havde ubehagelige minder om den af dem lidet yndede dronning Anna Sophie, dels fordi dronning Sophie Magdalene ligefrem fik afsky for slottet, efter at hendes moder, Christine Sophie, markgrevinde af Kulmbach, var død her den 23. august 1737; før dette dødsfald havde hoffet dog af og til været på Fredensborg, efter den tid skete det næsten ikke mere. Det beboedes dog fra 1740 af dronningens søster, enkefyrstinden Sophie Caroline af Ostfriesland (der døde 1764 på Sorgenfri Slot).

### Frederik V
Derimod gjorde Frederik V Fredensborg til så at sige sin stadige sommerresidens og holdt et glimrende Hof der, hvilket nødvendiggjorde store byggearbejder. I Christian VI’s tid var der kun foretaget få forandringer; der var kommet nogle tilbygninger, men det vigtigste var dog, at man fra 1741 havde begyndt at forhøje hovedbygningen under Thurahs ledelse. Efter at disse arbejder vare tilendebragte 1749, toges der fat på en hovedreparation af slottet, havesalen blev dekoreret af Hänel og Fabris, nye tilbygninger opførtes, og endelig blev der, da pladsen stadig var for lille, opført fra 1753 under ledelse af Thurah og Eigtved de 4 pavilloner på hjørnerne af hovedbygningen, lige som også de 4 hjørnespir ved kuppelen opførtes. Hvor omfattende disse arbejder have været, kan ses af, at der i 1750—57 udbetaltes til dem ca. 138.470 rigsdaler af kongens kasse. Ligeledes blev slotshaven på ny udsmykket, og der blev forfærdiget nye billedhuggerarbejder (således de 4 "sanser“, hvoriblandt "Lugtesansen" af Hänel, der endnu står i marmorhaven). 1760—61 foretoges nye omfattende byggearbejder, og i de følgende år omdannedes efter den franske arkitekt Jardins, Marmorkirkens bygmesters, plan slotsparken og haven i den skikkelse, som de nu omtrent have, blot at de nu til dels er i engelsk Stil. Marmorhaven og Nordmandsdalen anlagdes. Park og have udgjorde ca. 150 tdr. ld. Det er fra disse år (1760—69), at de fleste af havens store billedhuggerarbejder, navnlig af Joh. Wiedewelt, stamme; han har således udført de to store vaser og de 4 årstider, der står nær ved slottet, de to kolossale statuer af Danmark og Norge (hans ypperste arbejder på Fredensborg), der findes foran slottet på to store postamenter, grupperne Perseus og Andromeda, Æneas og Anchises, og Paris og Helena; på "Skibsbakken" en skibssøjle eller "Columna Rostrata" med indskriften "Fortissima concilia tutissima Anno 1762" (formodentlig sigtende til den politiske stilling til Rusland. Søjlen fra 1762 blev 1784 erstattet af en ny). Monumentet af sten og marmor, prydet med et sten- og et marmorhoved og forsynet med en runeindskrift, der fortæller, at Frederik IV har rejst disse sten og Frederik V ladet riste runerne (Monumentet er stukket i kobber efter et maleri af Jens Juel, med underskrift: "Forblommet Antique i Fredensborg Hauge efter Kong Frederik V’s af Wiedewelt udførte Tanke.").
En betydelig, men lidet værdifuld udsmykning fik haven i 1765 ved opstillingen af de 55 sandstensfigurer i Nordmandsdalen, forestillende norske, færingske og islandske bønder af J.G. Grund (han har selv beskrevet dem og ladet dem stikke i kobber 1773); bedre er dennes to år efter rejste "Colonne triumphale" i midten af kredsen. Fra denne periode stamme også Mandelbergs malerier i Kuppelsalen, ligesom i det hele malerisamlingen på slottet betydelig forøgedes under Frederik V.
Det var også på denne tid, at den lille by voksede op om slottet; allerede i 1764 havde den "Anseende af en Flek eller liden Kiøbstad".

### Juliane Marie
Efter denne konges død blev Fredensborg enkesæde om sommeren og langt ud på efteråret for enkedronningen Juliane Marie. På hendes tid blev fløjen midt for slottet nedbrudt, mens de øvrige "fløje“ blev forhøjede med et stokværk, og de to endepavilloner blev byggede. Under Juliane Maries første enkeår har livet på Fredensborg været mere stille; hverken Christian VII eller Caroline Mathilde ville besøge hende, skønt de ofte opholdt sig på det nærliggende Hirschholm. Efter 1772 , da hun fik stor indflydelse efter Struenses fald, vendte de store dage tilbage: hoffet holdtes hyppigt her, og den lille kronprins (senere Frederik VI) opdroges her; i haven vises den lille stengrotte, som han selv skal have muret (på en sten i nærheden findes årstallet 1779, måske året for grottens tilblivelse). Efter Guldbergs fald 1784 måtte enkedronningen selv underholde sit hof på Fredensborg, hvor hun døde den 10. oktober 1796.

### Christian VIII
Derefter var det foreløbig forbi med Fredensborgs glanstid. Slottet stod nu tomt i en del år. Da prins Christian (Christian VIII) vendte hjem fra sit korte kongedømme i Norge 1814, bestemte Frederik VI. Fredensborg til hans bolig; men det ombestemtes kort efter, da prins Christian af Hessen døde på Odense Slot, som tronfølgeren da fik tillige med guvernementet over Fyns Stift; hans søster, Juliane Sophie, opholdt sig derimod en tid på Fredensborg om sommeren.

### Det tomme slot
Senere stod Fredensborg forladt og forfaldt; det benyttedes en tid til husarkaserne og kadetskole eller til fribolig for afskedigede embedsmænd; ja det blev endog lejet ud til private folk. Byens folk fik lov til at holde bal i salene, 1855 holdtes der folketingsvalg i Kuppelsalen. Parken, som også var forfalden, fandt imidlertid allerede i 1833 en kyndig og talentfuld havekunstner i R. Rothe; han omdannede den til dels i engelsk stil, men bibeholdt dog noget af det gamle, navnlig de store, lige alleer (Kæmpealleen, eller Bredealleen, Dybealléen eller Sukkenes Allé osv.), han åbnede udsigtspunkter over søen osv.; og endelig dæmrede også en bedre tid for slottet, da Frederiksborg slot brændte 1859. Det blev atter bestemt til sommerbolig for kongen, kasernen måtte fortrække, og den 14. december 1861 drog Frederik VII derind; men det var dog kun korte besøg, han aflagde i de følgende år (sommeren 1862 modtog han der de norske og svenske studenter og kort efter kong Karl XV), da han egentlig ikke yndede stedet.

### Christian IX
Under det nye kongehus kom derimod Fredensborg ret til ære og værdighed, ja det har under dette nået en berømmelse som aldrig tidligere. Straks den første sommer 1864 boede kongefamilien her, og siden den tid har det jævnlig været dens residens om sommeren og langt ud på efteråret og et samlingssted for kongeparrets børn og slægtninge. Det smukke, inderlige familieliv har fordunklet mindet om de glimrende fester fra Frederik V’s tid, og de hyppige besøg, som prinsen og prinsessen af Wales, kongen og dronningen af Grækenland osv., og navnlig kejser Alexander III af Rusland og kejserinden aflagde, har hendraget hele Europas opmærksomhed på slottet. For kongefamilien er selvfølgelig Fredensborg rigt på mærkedage, således 23. juni 1866 deklaration af prinsesse Dagmars forlovelse med den russiske storfyrsttronfølger (Alexander III), 27. maj 1870 prinsesse Thyras konfirmation i slotskirken, prinsesse Thyras og hertugen af Cumberlands ophold på slottet efter deres vielse i København 21. december 1878, fakkeltoget 22. oktober 1885 i anledning af prins Valdemars og prinsesse Maries vielse i Frankrig samme dag, og brudeparrets modtagelse af byen 8. december samme år, festlighederne den 7. september 1887 i anledning af dronningens 70-årige fødselsdag, prins Vilhelm af Glücksborgs bisættelse i slotskirken den 13. september 1893, dagen før ligets overførelse til Roskilde m. m.

## Slotsforvaltere på Fredensborg Slot
Denne liste er ufuldstændig; hjælp gerne med at udfylde den.
| Navn                    | Periode     |
| ----------------------- | ----------- |
| Johan Ludvig Mansa      | 1799 – 1820 |
| Harald Jastrau          | 1875 – 1914 |
| Johannes Wolf           | 1943 – 1959 |
| Svend Greve             | 1960 – 1968 |
| Svend Jørgensen         | 1968 – 1975 |
| Jørgen Riber            | 1975 – 1996 |
| Niels Christian Eigtved | 1996 – 2006 |
| John Kidde-Hansen       | 2006 – 2018 |
| Bjarne Højgaard Jensen  | 2018 – 2024 |

## Galleri
- Fredensborg Slot set fra slotshaven
- Fredensborg Slot i 1880